# Трапат
Трапа́т або трепа́т (варіант – трападе́ль або трепаде́ль) (кат. trepat або trepadell) — червоне каталонське вино. 
Цей сорт винограду дозволено використовувати у виробництві кави розе́ (рожевого кольору). 
Зараз вирощується лише у кумарці Конка-да-Барбара, Каталонія. 
Вину сорту трапат присвоєно такі найменування, що підтверджують його оригінальність (кат. Denominació d'Origen Catalunya, відповідає фр. Appellation d'Origine Contrôlée або AOC): DO Conca de Barberà та DO Costers del Segre. 
Синоніми назви — trepó, criatendra, cuatendra, pansa borda, pansa roja, panser negre, pansó та tarragoní.